# Now You're Talking
 (juillet 2025).
Pour plus de détails, voir Fiche technique et Distribution.
Now You're Talking est un court métrage britannique réalisé par John Paddy Carstairs, sorti en 1940.

## Synopsis
Film de propagande sur les dangers d'un bavardage en temps de guerre.

## Fiche technique
- Titre original : Now You're Talking
- Réalisation : John Paddy Carstairs
- Scénario : Jeffrey Dell, Basil Dearden, Roger MacDougall
- Production : Michael Balcon
- Société de production : Ealing Studios, Ministère de l'Information
- Pays d'origine :  Royaume-Uni
- Langue originale : anglais
- Format : Noir et blanc  — 35 mm — 1,37:1 — son mono
- Genre : film de propagande
- Durée : 11 minutes
- Dates de sortie : Royaume-Uni : mars 1940

## Distribution
- Judy Campbell : Doris
- Edward Chapman : Alf Small
- Alec Clunes : Harry
- Dorothy Hyson : Mme Hampton
- Gordon James : Tom
- George Merritt : Fred Perkins
- Richard Norris : Jim
- Lloyd Pearson : Jake
- George Relph : l'espion
- Johnnie Schofield : un homme
- Sebastian Shaw : Charles Hampton